# Bi Skaarup
Bi Skaarup (* 9. September 1952 in Kopenhagen; † 15. März 2014 in Nørre Alslev) war eine dänische Historikerin und gilt als führend auf dem Gebiet der dänischen Essensgeschichte.
Skaarup studierte an der Aarhus Universitet Mittelalterarchäologie mit einem Schwerpunkt in der mittelalterlichen Essenskultur. Ihre Abschlussarbeit trug den Titel Køkkenfunktioner, køkkener og køkkentøj i det senmiddelalderlige Danmark (ca. 1400 – ca. 1600). 1985, ein Jahr nach ihrem Studienabschluss, wurde sie als Kuratorin im Kopenhagener Stadtmuseum eingestellt, was sie bis 2006 blieb. Ihr Zuständigkeitsbereich umfasste die Archäologie der Stadt sowie die Zeit der Stadtentstehung bis zum 17. Jahrhundert. Hinzu war sie als Expertin für Essenskultur tätig, so z. B. 1995/96 als Leiterin des dänischen Teils des Projektes Euroterroir. 2006 gründete sie gemeinsam mit ihrem Mann, dem Historiker Louis Hausballe, das Unternehmen De Arte Coquinaria auf ihrem Hof Elysium in Nørre Alslev auf Falster. Das Unternehmen bietet wissenschaftliche Beratung zur historischen dänischen Essenskultur und hat beispielsweise Claus Meyer beim Verfassen zweier seiner Bücher geholfen. Seit 2012 war sie Präsidentin der Danske Gastronomiske Akademi.
Verschiedene Beiträge im 2010 erschienenen Gastronomisk Leksikon wurden von Skaarup verfasst.

## Schriften
- Køkkenfunktioner, køkkener og køkkentøj i det senmiddelalderlige Danmark (ca. 1400 – ca. 1600), Højbjerg 1989.
- Middelaldermad. Kulturhistorie, kilder og 99 opskrifter, København 1999.
- Renæssancemad. Opskrifter og køkkenhistorie fra Christian 4.'s tid, København 2006.
- Bag brødet. Dansk brød og bagning gennem 6.000 år, København 2011.
- mit Else-Marie Boyhus: Øresundsregionens madkultur (PDF; 7,3 MB), 2011.